# Mohamed Nagy
Mohamed Nagy Ismail (auch Mohamed Nagui, arabisch محمد ناجي, DMG Muḥammad Nāǧī; * 30. Oktober 1984 in Damanhur) ist ein ehemaliger ägyptischer Fußballspieler, der vor allem unter seinem Spitznamen Gedo (auch: Gado; Aussprache: Geddo; arabisch جدو, DMG Ǧaddū, ägypt. für „Großvater“) bekannt ist. Er wurde in der Regel als Mittelfeldspieler eingesetzt, zum Teil aber auch als Stürmer geführt. 2009 spielte er erstmals für die ägyptische Nationalmannschaft.

## Karriere
Gedo spielt seit 2005 für den kleinen Erstligisten Al-Ittihad. Im Jahr 2009 verlängerte Gedo seinen Vertrag, der zunächst nach der Saison 2010 auslaufen sollte, um ein Jahr. Zuvor hatte allerdings schon der bedeutende ägyptische Erstligist Zamalek vom Freiwerden Gedos erfahren und mit ihm Gespräche über einen Wechsel begonnen. Ende 2009 forderte Zamalek nach Gedos Aussagen von ihm eine Unterschrift als Beweis, dass er zu dem Club kommen wolle, woraufhin Gedo unterschrieb. Es war zunächst unklar, ob Gedo zu diesem Zeitpunkt bereits bei Ittihad verlängert hatte. Das Vorgehen wurde nach Bekanntwerden Anfang Februar 2010 von Magdi Abdul-Ghani, dem Vorsitzenden des Spielergremiums des ägyptischen Fußballverbands, kritisiert, selbst für den Fall, dass Gedos Vertrag zu Saisonende ausgelaufen wäre. Hinsichtlich der Unklarheit, ob Gedo zuerst bei Zamalek unterschrieben oder bei Ittihad verlängert hatte, sagte der Ittihad-Vorsitzende später, es habe bei der Registrierung der Vertragsverlängerung aufgrund von Problemen zwischen Ittihad und dem ägyptischen Fußballverband eine Verzögerung gegeben; es sei aber (bis spätestens Anfang Februar 2010) alles in Ordnung gebracht worden.
Nachdem Gedo in der Fußballsaison 2009/10 in zwölf Spielen vier Tore geschossen hatte, wurde der bis dahin eher unbekannte Spieler Ende 2009 für die Fußball-Afrikameisterschaft 2010 überraschend in die Ägyptische Fußballnationalmannschaft geholt. Der ägyptische Trainer Hassan Shehata wurde für die Entscheidung heftig kritisiert. Nach eigenen Angaben gab es mit dem 25-Jährigen keine Vorabgespräche über seine Aufstellung, von der er erst aus dem Internet erfahren habe. Im letzten Freundschaftsspiel der ägyptischen Mannschaft vor der Meisterschaft, das in Dubai gegen Mali ausgetragen wurde, bestritt Gedo am 4. Januar 2010 sein erstes Länderspiel. Als er beim Stand von 0:0 eingewechselt wurde, schoss er nach zehn Minuten das erste Tor für sein Land. Auch bei der Afrikameisterschaft wurde er jeweils erst in der zweiten Halbzeit eingewechselt und schoss im Laufe des Turniers insgesamt fünf Tore, gegen Nigeria, Mosambik, Kamerun, Algerien und das Tor zum 1:0-Endstand im Finale gegen Ghana. Damit wurde Ägypten zum dritten Mal hintereinander Afrikameister und Gedo Torschützenkönig der Meisterschaft 2010; Platz 2 in der Liste der besten Torschützen des Turniers teilten sich vier Spieler mit je drei Toren, darunter Gedos Mannschaftskapitän Ahmed Hassan.
Anfang Februar 2010 gab Gedo trotz vorherigen Leugnens zu, Ende 2009 bei Zamalek unterschrieben zu haben. Er äußerte aber auch, noch eineinhalb Jahre für Ittihad verpflichtet zu sein, nicht ohne die Zustimmung des Clubs wechseln zu können und ohnehin noch über die gegenwärtige Saison hinaus dort bleiben zu wollen. Ittihad gab an, Gedo nicht vor Ende der Saison 2010/11 freigeben zu wollen.
Am 31. Januar 2013 wechselte Gedo auf Leihbasis für den Rest der Saison 2012/13 zum Championship-Klub Hull City nach England. Gedo kehrte am 2. September 2013, für eine Saison auf Leihbasis ins KC Stadium zurück. Gedo kehrte nach der Saison Ägypten zurück und spielte für El-Entag El-Harby, al-Mokawloon und El Gouna FC, wobei er bei letzterem Verein im Oktober 2020 seinen Abschied ankündigte. 2021 verkündete er sein Karriereende.